# Lamellodiscorbis
Lamellodiscorbis es un género de foraminífero bentónico de la familia Discorbidae, de la superfamilia Discorboidea, del suborden Rotaliina y del orden Rotaliida. Su especie tipo es Discorbis dimidiata. Su rango cronoestratigráfico abarca el Holoceno.

## Clasificación
Lamellodiscorbis incluye a las siguientes especies:
- Lamellodiscorbis dimidiatus
- Lamellodiscorbis magna
- Lamellodiscorbis melbyae